# هولغر ك. نيلسن
هولغر ك. نيلسن (بالدنماركية: Holger K. Nielsen)‏ هو سياسي دانمركي، ولد في 23 يناير 1950 في الدنمارك. حزبياً، نشط في حزب الشعب الاشتراكي.

## مناصب
- انتخب عضو فولكتنغ [الإنجليزية]‏ عن دائرة Greater Copenhagen (Folketing constituency) [الإنجليزية]‏ وقد انضم خلال فترته النيابية ‏  للكتلة البرلمانية حزب الشعب الاشتراكي.
- انتخب عضو فولكتنغ [الإنجليزية]‏ عن دائرة Greater Copenhagen (Folketing constituency) [الإنجليزية]‏ وقد انضم خلال فترته النيابية ‏  للكتلة البرلمانية حزب الشعب الاشتراكي.
- انتخب عضو فولكتنغ [الإنجليزية]‏ عن دائرة Greater Copenhagen (Folketing constituency) [الإنجليزية]‏ وقد انضم خلال فترته النيابية ‏  للكتلة البرلمانية حزب الشعب الاشتراكي.
- انتخب وزير الخارجية [الإنجليزية]‏ (12 ديسمبر 2013 – 30 يناير 2014).

## روابط خارجية
- هولغر ك. نيلسن على موقع IMDb (الإنجليزية)